# Hypolimnas dinarcha
Hypolimnas dinarcha is een vlinder uit de familie van de Nymphalidae. De wetenschappelijke naam voor deze soort is voor het eerst voorgesteld als Diadema dinarcha door William Chapman Hewitson in een publicatie uit 1865.

## Verspreiding en leefgebied
De soort komt voor in de dichtbegroeide laaglandbossen van Guinee, Sierra Leone, Liberia, Ivoorkust, Ghana, Togo, Nigeria, Kameroen, Gabon, Centraal Afrikaanse Republiek, Congo Brazzaville, Congo Kinshasa, Soedan, Ethiopië, Oeganda, West-Kenia, Noordwest-Tanzania en Angola. Deze soort kan ook worden aangetroffen in secundaire bossen met een gesloten bladerdak.

## Waardplanten
De rups leeft op soorten van de brandnetelfamilie (Urticaceae) waaronder Laportea aestuans (L.) Chew en Scepocarpus-soorten.

## Ondersoorten
- Hypolimnas dinarcha dinarcha (Hewitson, 1865)
  - = Hypolimnas dinarcha narchadi Rothschild, 1918
  - = Hypolimnas dinarcha liberiensis Bernardi, 1959
- Hypolimnas dinarcha grandis Rothschild, 1918 (Oeganda, West-Kenia, Noordwest-Tanzania)